# The believer (Neil Young)
The believer is een lied dat werd geschreven door Neil Young. Hij bracht het uit op een radiosingle en op het album Chrome dreams II; de eerste Chrome dreams is een album dat uiteindelijk niet uitgekomen is.
Op zijn album komen verschillende mensen uit Youngs leven voorbij die niet meer in leven zijn. In dit lied is dat zijn moeder die overleed in 1990. Young zingt dat zij op de windige weg naar de eeuwigheid wil zijn. In een interview met Uncut lichtte Young dit toe.
Het lied verwijst naar een moment waarin hij in de auto met zijn moeder onderweg was naar haar huis in Florida. Onderweg vroeg ze hem te stoppen en stapte ze een tijdje uit om de zachte bries te voelen die over de eenzame vlakte waaide. Terug in de auto vertelde ze dat ze hier haar eeuwigheid wenste. Na haar dood bracht Young haar wens tot vervulling door haar as hier uit te strooien.